# 라마잔 토후국
라마잔은 투르크멘 왕조이다. 남부 아나톨리아의 추쿠로바 지역을 다스렸다. 아나톨리아의 공국들중에 가장 오랫동안 존속했다.

## 역사
몽골의 침략 이후 투르크족이 아나톨리아로 이주해왔고, 맘루크 술탄국은 이들이 아나톨리아에 정착할 권리를 주었다.